# Ratpenat de bigotis fuliginós
El ratpenat de bigotis fuliginós (Pteronotus quadridens) és una espècie de ratpenat que viu a Cuba, la República Dominicana, Haití, Jamaica i Puerto Rico.

## Subespècies
- Pteronotus quadridens fuliginosus
- Pteronotus quadridens quadridens